# Schönermark

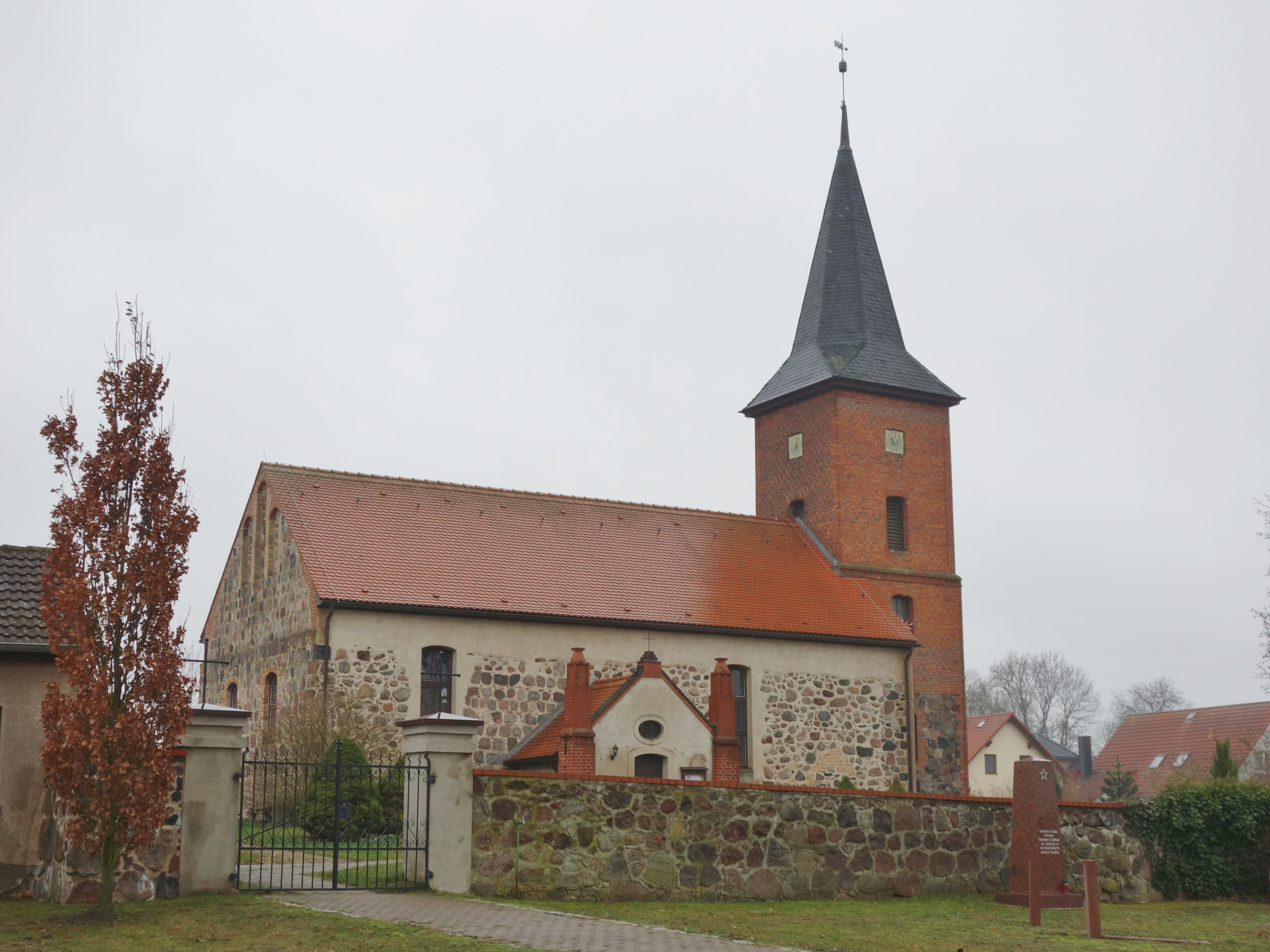
Kirche in Schönermark

Schönermark ist eine Gemeinde im Norden des Landkreises Oberhavel in Brandenburg und gehört zum Amt Gransee und Gemeinden.

## Geografie
Schönermark liegt westlich der Stadt Gransee unmittelbar am Dölchsee.

## Gemeindegliederung
Die Gemeinde hat keine amtlich ausgewiesenen Ortsteile, bewohnten Gemeindeteile oder Wohnplätze.

## Geschichte
Erstmals wurde Schönermark im Jahr 1365 erwähnt. Um 1490 war Schönermark ein Teil der im Kern reichsunmittelbaren Herrschaft Ruppin unter der Landesherrschaft der Grafen von Lindow-Ruppin. 1590 war es Rittersitz des Henning von Zernikow, fiel aber danach als erledigtes Lehen an den Kurfürsten. 1668 erwarb die Familie von der Groeben Schönermark auf dem Tauschweg vom Kurfürsten. 1723 bekam Herrmann Graf von Wartensleben zu seiner Heirat mit Dorothea von der Groeben die Rittergüter Rauschendorf und Schönermark, um 1735 auch noch Schloss Meseberg und Baumgarten. Da es keinen männlichen Erben gab, verkauften seine Töchter 1774 die Besitztümer an den Prinzen Heinrich in Rheinsberg, der sie seinem Günstling Major von Kaphengst übereignete. 1798 musste von Kaphengst schuldenhalber die Rittergüter Rauschendorf und Schönermark an den Grafen Blumenthal verkaufen. Im Verlauf des 19. Jahrhunderts erwarb die bäuerliche Gemeinde das Gut und wurde 1860 als Kommune Schönermark geführt.
Schönermark gehörte seit dem 14. Jahrhundert zur Herrschaft Ruppin, seit 1524 zum Kreis Ruppin in der Mark Brandenburg und ab 1952 zum Kreis Gransee im DDR-Bezirk Potsdam. Seit 1993 liegt Schönermark im brandenburgischen Kreis Oberhavel.

## Bevölkerungsentwicklung
| Jahr | Einwohner |
| ---- | --------- |
| 1875 | 246       |
| 1890 | 270       |
| 1910 | 277       |
| 1925 | 324       |
| 1933 | 334       |
| 1939 | 327       |

| Jahr | Einwohner |
| ---- | --------- |
| 1946 | 525       |
| 1950 | 530       |
| 1964 | 389       |
| 1971 | 403       |
| 1981 | 379       |
| 1985 | 486       |

| Jahr | Einwohner |
| ---- | --------- |
| 1990 | 494       |
| 1995 | 459       |
| 2000 | 496       |
| 2005 | 499       |
| 2010 | 429       |
| 2015 | 446       |

| Jahr | Einwohner |
| ---- | --------- |
| 2020 | 451       |
| 2021 | 441       |
| 2022 | 423       |
| 2023 | 409       |
| 2024 | 406       |

Gebietsstand des jeweiligen Jahres, Einwohnerzahl: Stand 31. Dezember (ab 1991). Ab 2011 auf Basis des Zensus 2011. Ab 2022 auf Basis des Zensus 2022

## Politik

### Gemeindevertretung
Die Gemeindevertretung von Schönermark besteht aus sieben Mitgliedern und der ehrenamtlichen Bürgermeisterin. Die Kommunalwahl am 26. Mai 2019 führte zu folgendem Ergebnis:
| Wählergruppe                  | Stimmenanteil | Sitze |
| ----------------------------- | ------------- | ----- |
| Bürgerinitiative Schönermark  | 80,8 %        | 6     |
| Einzelbewerber Dominik Wegert | 19,2 %        | 1     |

Der Stimmenanteil von Dominik Wegert entspricht zwei Sitzen. Daher bleibt nach § 48 (6) des Brandenburgischen Kommunalwahlgesetzes ein Sitz in der Gemeindevertretung unbesetzt.

### Bürgermeister
- 1998–2014: Heinz Scherer[11]
- 2014–2024: Kirsten Schulz (Bürgerinitiative Schönermark)[12]
- seit 2024: Dominik Wegert

Schulz wurde in der Bürgermeisterwahl am 26. Mai 2019 ohne Gegenkandidat mit 65,6 % der gültigen Stimmen für eine weitere Amtszeit von fünf Jahren gewählt.
Wegert wurde in der Bürgermeisterwahl am 9. Juni 2024 ohne Gegenkandidat mit 79,6 % der gültigen Stimmen für eine Amtszeit von fünf Jahren gewählt.

## Sehenswürdigkeiten
In der Liste der Baudenkmale in Schönermark sowie in der Liste der Bodendenkmale in Schönermark stehen die in der Denkmalliste des Landes Brandenburg eingetragenen Baudenkmale bzw. Bodendenkmale.

## Verkehr
Schönermark liegt an der Landesstraße 22 von Lindow (Mark) nach Gransee.
Der nächstgelegene Bahnhof befindet sich in Gransee an der Bahnstrecke Berlin–Stralsund. Er wird von der Regional-Express-Linie RE 5 (Stralsund – Berlin-Südkreuz) bedient.
Der Haltepunkt Schönermark (Kr Gransee) lag an der Bahnstrecke Gransee–Großwoltersdorf, auf der der Personenverkehr 1969 eingestellt wurde.